# Anna Catharina von Passow

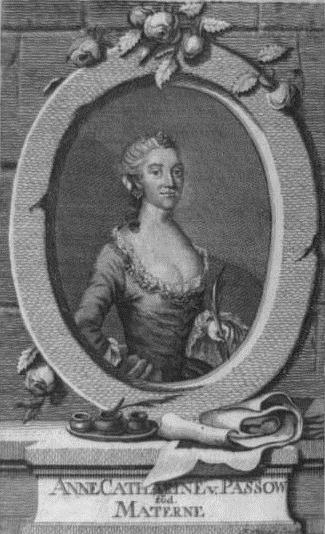
Anna Catharina von Passow, zeitgenössischer Kupferstich von Jonas Haas

Anna Catharina von Passow, geb. von der Lühe, Künstlername Jomfru Materna, auch Materne (* 25. Januar 1731 in Kopenhagen; † 3. September 1757 in Kopenhagen) war eine dänische Schauspielerin und Autorin.

## Leben
Anna Catharina war das Kind des Leutnants Friedrich von der Lühe (um 1705–1750) aus verarmten Landadel. Von 1748 bis 1753 gehörte sie zum ersten Ensemble des Königlichen Theaters unter Ludvig Holberg. Da die Schauspielerei für eine junge Adelige als unschicklich galt, nahm sie den Künstlernamen Materna an. Sie galt als Primadonna des Ensemble, war aber auch Mittelpunkt zahlreicher Intrigen und Gerüchte.
1753 nahm sie ihren Abschied von der Bühne und heiratete am 29. Dezember Christian Albrecht von Passow (1732–1777). Er stammte aus dem Adelsgeschlecht Passow, welches aus Mecklenburg nach Dänemark gekommen war, und war Sohn des Obersten und Festungskommandanten Carl Albert von Passow (1682–1757) und dessen Ehefrau Dorothea Maria de Coucheron (-1775). Als ihr Mann als Kapitän der Dänischen Ostindien-Kompanie nach Tranquebar ging, blieb sie zurück, trat im Februar 1757 bei der Premiere des ersten dänischen Singspiels Gram og signe noch einmal auf, und veröffentlichte als schriftstellerisches Frauenzimmer Dramen. Ihre Übersetzung der History of Cleveland ins Dänische wurde erst nach ihrem Tod veröffentlicht.

## Werke
- Elskovs- eller Kierligheds-Feyl, et original Hyrde-Stykke udi een Act (Die Fehler der Liebe, ein Originalhirtenstück in einem Akt)
- Den uventede Forlibelse, eller Cupido Philosoph, skrevet paa Vers, Et original Efterstykke udi et Optog (Die unerwartete Verliebung; oder Cupido als Philosoph)
- Mariane eller Det frie Val (Mariane, oder die freie Wahl)

### Deutsche Ausgabe
- Der Frau von Passow, geb. Materne, sämmtliche Lustspiele: Aus dem Dänischen übersetzt. Mit fünf Notentafeln versehen, die die Musik zu den darinn vorkommenden Gesängen enthalten. Frankfurt / Leipzig 1759, Digitalisat